# Joonas Jalvanti
Joonas Jalvanti, född 9 september 1988 i Lahtis, Finland, är en finländsk professionell ishockeyspelare som tidigare har spelat för bland annat Jokerit och Esbo Blues. Från säsongen 2020/2021 spelar Jalvanti i Pelicans.

## Klubbar
- Pelicans (2007/2008–2011/2012)
- HeKi (2010/2011) (Lån)
- Esbo Blues (2012/2013–2013/2014)
- Örebro HK (2014/2015–2015/2016)